# Tony Berk
Tony Berk, pseudoniem van Anton van de Berkt (10 april 1948), is een Nederlandse radio-dj en platenbaas.

## Biografie
Tony Berk was van 1971 tot 1974 werkzaam als diskjockey en programmaleider bij Radio Noordzee Internationaal waar hij onder meer het spraakmakende en zeer succesvolle radio-spel “Prijsbewust” lanceerde.
In de jaren ’73 en ’74 presenteerde hij tevens tv-programma’s voor KRO televisie, te weten de “Voetbalquiz” en het amusementsprogramma “Bingo”.
In de periode 1975 t/m 1978 was hij werkzaam voor het Strengholt-concern, waar hij als A&R Manager en later directeur verantwoordelijkheid droeg voor een van de eerste puur Nederlandse platenmaatschappijen.
Na een korte periode (1979-1980) werkzaam te zijn geweest bij RCA Records (nu BMG) als A&R Manager en General Manager, startte hij samen met de Duitse muziekuitgever Rolf Baierle zijn eerste succesvolle muziekonderneming op, te weten Roba Music Benelux, onder meer muziekuitgever van de toenmalige succesacts Peter Koelewijn, Luv, Babe, Dolly Dots, Spargo, Doris D & The Pins, Vitesse, Earth & Fire en de Shorts.
In 1985 startte Tony Berk samen met een aantal partners de platenmaatschappij Dino Music op waaruit grote Nederlandse successen zoals Rene Froger, Ruth Jacott, Jody Bernal, Linda Roos en Jessica, Marjan Weber en meer recent Anouk en DI-RECT ontsproten. Hij was toen opnieuw dj en bracht zowel zijn muziek als ook het programma Prijsbewust dat via de zeezender Radio Monique te beluisteren was. Dino Music werd in enkele jaren een Europese onderneming van formaat die eind 1991 een succesvolle beursgang maakte en een notering bij de Amerikaanse beurs Nasdaq verkreeg.
In 1988 werden de muziekuitgave-belangen van tot dan toe Roba Music Benelux omgezet in de muziekuitgeverij TBM International C.V.
In 1993 kocht Berk zijn belangen in 'Dino Music Nederland' terug, eerst als enig aandeelhouder en later in joint ventures eerst met BMG en later met EMI Music. In 2002 verkocht hij zijn restant aandelen en nam enige jaren later afscheid van Dino Music. In 2003 startte hij samen met John de Mol de muziekuitgeverij TALPA MUSIC die in 2014 verkocht werd aan BMG RIGHTS. Berk is nog aan BMG/TALPA MUSIC verbonden als “Chairman of the board”. Samen met John de Mol en zijn zoon Tony Berk jr. heeft hij nog belangen in het onafhankelijke platenlabel 8ball Music. Dochter Kimberly is ook actief in de mediawereld.
Tony Berk bekleedde bestuursfuncties bij onder meer BumaStemra en de NVPI. Ook was hij lange tijd voorzitter van de NMUV (Nederlandse Muziekuitgevers Vereniging).
In 1998 ontving Tony Berk als eerste De Veer, een onderscheiding die vanaf die tijd eens per jaar aan een persoon wordt uitgereikt die zich heeft weten te onderscheiden in de wereld van de lichte muziek. In 2011 ontving hij om dezelfde redenen de Gouden Harp van Buma Cultuur.